# Lomariopsis mauritiensis
Lomariopsis mauritiensis là một loài dương xỉ trong họ Lomariopsidaceae. Loài này được Lorence mô tả khoa học đầu tiên năm 1978.
Danh pháp khoa học của loài này chưa được làm sáng tỏ. 